# Chuyết Xích Cáp Tát Nhi
Chuyết Xích Cáp Tát Nhi (tiếng Mông Cổ: ᠵᠥᠴᠢ ᠺᠠᠰᠠᠷ, Chuyển tự Latinh: Jöči Qasar, chữ Mông Cổ: Зүчи Хасар, chữ Hán: 拙赤合撒儿; 1164 -1214 tới 1219), còn viết là Chuyết Xích Cáp Tát Cáp Tát Nhi (拙赤合薩合撒兒), Sóc Chích Cáp Tát Nhi (槊只合撒兒), Cáp Tát Nhi (合撒兒), Sóc Chích Cáp Tát Nhi (搠只哈撒兒), Cáp Bố Đồ Cáp Tát Nhĩ  (哈布圖哈薩爾, Хавт Хасар), cáp tát nhi có ý nghĩa như là một loại chó dũng mãnh. Ông là em trai ruột của Thành Cát Tư Hãn Thiết Mộc Chân và là con trai thứ hai của Dã Tốc Cai và Ha Ngạch Luân.
Mất cha từ khi còn nhỏ, ông cùng anh trai là Thiết Mộc Chân chịu trách nhiệm gánh vác công việc gia đình để bảo vệ mẹ cùng các em. Ông với người anh em khác mẹ là Biệt Khắc Thiếp Nhi (別克帖兒, Bekhter/Behter) tranh giành nhau vật săn bắn được, vì thế Thiết Mộc Chân cùng Cáp Tát Nhi hợp mưu bắn chết Biệt Khắc Thiếp Nhi. Tuy vậy nhưng em trai Biệt Khắc Thiếp Nhi là Biệt Lặc Cổ Đài (别勒古台) vẫn đi theo anh em Thiết Mộc Chân. Khi Thiết Mộc Chân mới trỗi dậy thì Chuyết Xích Cáp Tát Nhi và Biệt Lặc Cổ Đài là những thủ hạ ban đầu. Sau khi Thiết Mộc Chân trở thành hãn của bộ tộc Mông Cổ thì giữa hai anh em từng xảy ra xô xát. Năm 1203, lợi dụng ấn tượng của xô xát này, Thiết Mộc Chân đã để Cáp Tát Nhi đi theo thủ lĩnh bộ tộc Khắc Liệt là Vương Hãn (Toghrul). Tuy nhiên sau này hai anh em đã phối hợp cùng nhau để tiêu diệt bộ tộc Khắc Liệt.
Năm 1205, khi đánh Thái Dương Hãn (Tayang khan) của bộ tộc Nãi Man, Cáp Tát Nhi giúp Thiết Mộc Chân chỉ huy trung quân. Năm 1206, Thiết Mộc Chân lập "Đại Mông Cổ quốc", xưng là Thành Cát Tư Hãn. Cáp Tát Nhi được chia 4.000 hộ, với thảo nguyên Hô Luân Bối Nhĩ là đất phong. Sau đó, một lần nữa giữa hai anh em lại xảy ra xô xát và mẹ của họ là thái hậu Nguyệt Luân lại phải tiến hành phân giải. Do áp lực từ phía mẹ nên Thành Cát Tư Hãn phải thả Cáp Tát Nhi nhưng lại bí mật cướp đi phần lớn dân chúng của Cáp Tát Nhi, chỉ để lại cho ông 1.400 lính. Thái hậu Nguyệt Luân biết được việc này uất ức mà chết. Năm 1213, Thành Cát Tư Hãn lần thứ hai đem quân đánh nhà Kim, Cáp Tát Nhi chỉ huy cánh quân bên tả phòng thủ các quận Kế Châu (nay là Kế Châu Thiên Tân), Bình Châu (nay là Lô Long Hà Bắc), Loan Châu (nay là Loan Châu Hà Bắc) và Liêu Tây.
Năm 1214 Thành Cát Tư Hãn điều chỉnh phân chia đất đai cho các vương phía đông, khi đó ông còn sống. Năm 1219, Thành Cát Tư Hãn lại đem quân tây chinh, các con của Cáp Tát Nhi là Thoát Hốt, Dã Khổ và Dã Tùng Cách (Di Tương Ca) kế thừa dân chúng của ông đều lập được chiến công, cho thấy Cáp Tát Nhi đã mất trong khoảng 1214-1219. Năm 1225 Thành Cát Tư Hãn cho lập bia đá ghi chép sự nghiệp hiển hách của Di Tương Ca. Bia đá này hiện vẫn còn, và như thế nó là văn bia đá Mông Cổ viết bằng chữ Uyghur cổ nhất còn tồn tại. Con của Di Tương Ca là Thế Đô Nhi từng tham gia loạn Nãi Nhan (1286-1287), nhưng con của Thế Đô Nhi là Bát Bất Sa vẫn được nhà Nguyên phong làm Tề vương, con cháu sau này được thế tập cho tới tận thời kỳ Nguyên mạt. Họ chính là tổ tiên của bộ tộc Khoa Nhĩ Thấm (Khorchin).

## Gia phả
|                 |                 |                 |                 |                 |                 |  |  | Dã Tốc Cai          | Dã Tốc Cai          | Dã Tốc Cai          | Dã Tốc Cai          | Dã Tốc Cai          | Dã Tốc Cai          |            |            |                           |                           |                           |                           |                           |                           |  |  | Nguyệt Luân thái hậu | Nguyệt Luân thái hậu | Nguyệt Luân thái hậu | Nguyệt Luân thái hậu | Nguyệt Luân thái hậu | Nguyệt Luân thái hậu |  |  |                         |                         |                         |                         |                         |                         |              |              |                                   |                                   |                                   |                                   |                                   |                                   |        |        |               |               |               |               |               |               |  |  |
|                 |                 |                 |                 |                 |                 |  |  | Dã Tốc Cai          | Dã Tốc Cai          | Dã Tốc Cai          | Dã Tốc Cai          | Dã Tốc Cai          | Dã Tốc Cai          |            |            |                           |                           |                           |                           |                           |                           |  |  | Nguyệt Luân thái hậu | Nguyệt Luân thái hậu | Nguyệt Luân thái hậu | Nguyệt Luân thái hậu | Nguyệt Luân thái hậu | Nguyệt Luân thái hậu |  |  |                         |                         |                         |                         |                         |                         |              |              |                                   |                                   |                                   |                                   |                                   |                                   |        |        |               |               |               |               |               |               |  |  |
|                 |                 |                 |                 |                 |                 |  |  |                     |                     |                     |                     |                     |                     |            |            |                           |                           |                           |                           |                           |                           |  |  |                      |                      |                      |                      |                      |                      |  |  |                         |                         |                         |                         |                         |                         |              |              |                                   |                                   |                                   |                                   |                                   |                                   |        |        |               |               |               |               |               |               |  |  |
|                 |                 |                 |                 |                 |                 |  |  |                     |                     |                     |                     |                     |                     |            |            |                           |                           |                           |                           |                           |                           |  |  |                      |                      |                      |                      |                      |                      |  |  |                         |                         |                         |                         |                         |                         |              |              |                                   |                                   |                                   |                                   |                                   |                                   |        |        |               |               |               |               |               |               |  |  |
| Biệt Lặc Cổ Đài | Biệt Lặc Cổ Đài | Biệt Lặc Cổ Đài | Biệt Lặc Cổ Đài | Biệt Lặc Cổ Đài | Biệt Lặc Cổ Đài |  |  | Biệt Khắc Thiếp Nhi | Biệt Khắc Thiếp Nhi | Biệt Khắc Thiếp Nhi | Biệt Khắc Thiếp Nhi | Biệt Khắc Thiếp Nhi | Biệt Khắc Thiếp Nhi |            |            | Thiết Mộc Ca Oát Xích Cân | Thiết Mộc Ca Oát Xích Cân | Thiết Mộc Ca Oát Xích Cân | Thiết Mộc Ca Oát Xích Cân | Thiết Mộc Ca Oát Xích Cân | Thiết Mộc Ca Oát Xích Cân |  |  | Hợp Xích Ôn          | Hợp Xích Ôn          | Hợp Xích Ôn          | Hợp Xích Ôn          | Hợp Xích Ôn          | Hợp Xích Ôn          |  |  | Chuyết Xích Cáp Tát Nhi | Chuyết Xích Cáp Tát Nhi | Chuyết Xích Cáp Tát Nhi | Chuyết Xích Cáp Tát Nhi | Chuyết Xích Cáp Tát Nhi | Chuyết Xích Cáp Tát Nhi |              |              | Thiết Mộc Chân (Thành Cát Tư Hãn) | Thiết Mộc Chân (Thành Cát Tư Hãn) | Thiết Mộc Chân (Thành Cát Tư Hãn) | Thiết Mộc Chân (Thành Cát Tư Hãn) | Thiết Mộc Chân (Thành Cát Tư Hãn) | Thiết Mộc Chân (Thành Cát Tư Hãn) |        |        | Bột Nhi Thiếp | Bột Nhi Thiếp | Bột Nhi Thiếp | Bột Nhi Thiếp | Bột Nhi Thiếp | Bột Nhi Thiếp |  |  |
| Biệt Lặc Cổ Đài | Biệt Lặc Cổ Đài | Biệt Lặc Cổ Đài | Biệt Lặc Cổ Đài | Biệt Lặc Cổ Đài | Biệt Lặc Cổ Đài |  |  | Biệt Khắc Thiếp Nhi | Biệt Khắc Thiếp Nhi | Biệt Khắc Thiếp Nhi | Biệt Khắc Thiếp Nhi | Biệt Khắc Thiếp Nhi | Biệt Khắc Thiếp Nhi |            |            | Thiết Mộc Ca Oát Xích Cân | Thiết Mộc Ca Oát Xích Cân | Thiết Mộc Ca Oát Xích Cân | Thiết Mộc Ca Oát Xích Cân | Thiết Mộc Ca Oát Xích Cân | Thiết Mộc Ca Oát Xích Cân |  |  | Hợp Xích Ôn          | Hợp Xích Ôn          | Hợp Xích Ôn          | Hợp Xích Ôn          | Hợp Xích Ôn          | Hợp Xích Ôn          |  |  | Chuyết Xích Cáp Tát Nhi | Chuyết Xích Cáp Tát Nhi | Chuyết Xích Cáp Tát Nhi | Chuyết Xích Cáp Tát Nhi | Chuyết Xích Cáp Tát Nhi | Chuyết Xích Cáp Tát Nhi |              |              | Thiết Mộc Chân (Thành Cát Tư Hãn) | Thiết Mộc Chân (Thành Cát Tư Hãn) | Thiết Mộc Chân (Thành Cát Tư Hãn) | Thiết Mộc Chân (Thành Cát Tư Hãn) | Thiết Mộc Chân (Thành Cát Tư Hãn) | Thiết Mộc Chân (Thành Cát Tư Hãn) |        |        | Bột Nhi Thiếp | Bột Nhi Thiếp | Bột Nhi Thiếp | Bột Nhi Thiếp | Bột Nhi Thiếp | Bột Nhi Thiếp |  |  |
|                 |                 |                 |                 |                 |                 |  |  |                     |                     |                     |                     |                     |                     |            |            |                           |                           |                           |                           |                           |                           |  |  |                      |                      |                      |                      |                      |                      |  |  |                         |                         |                         |                         |                         |                         |              |              |                                   |                                   |                                   |                                   |                                   |                                   |        |        |               |               |               |               |               |               |  |  |
|                 |                 |                 |                 |                 |                 |  |  |                     |                     |                     |                     |                     |                     |            |            |                           |                           |                           |                           |                           |                           |  |  |                      |                      |                      |                      |                      |                      |  |  |                         |                         |                         |                         |                         |                         |              |              |                                   |                                   |                                   |                                   |                                   |                                   |        |        |               |               |               |               |               |               |  |  |
|                 |                 |                 |                 |                 |                 |  |  |                     |                     |                     |                     |                     |                     | Truật Xích | Truật Xích | Truật Xích                | Truật Xích                | Truật Xích                | Truật Xích                |                           |                           |  |  | Sát Hợp Đài          | Sát Hợp Đài          | Sát Hợp Đài          | Sát Hợp Đài          | Sát Hợp Đài          | Sát Hợp Đài          |  |  |                         |                         |                         |                         | Oa Khoát Đài            | Oa Khoát Đài            | Oa Khoát Đài | Oa Khoát Đài | Oa Khoát Đài                      | Oa Khoát Đài                      |                                   |                                   |                                   |                                   | Đà Lôi | Đà Lôi | Đà Lôi        | Đà Lôi        | Đà Lôi        | Đà Lôi        |               |               |  |  |

## Con cháu
Con trai
- Dã Khổ
- Dã Tùng Cách (con cháu được phong làm Tề vương)
- Thoát Hốt
- Ba Hốt Khắc Tháp Nhi
- Cáp Lạt Nhi Châu.

Trong thời kỳ Minh Thanh có các bộ tộc Khoa Nhĩ Thấm (Khorchin), Quách Nhĩ La Tư (Gorlos), Đỗ Nhĩ Bá Đặc (Dörbet Oirat), Trát Lãi Đặc (Jalaid), A Lỗ Khoa Nhĩ Thấm (Aru Qorčin), Tứ Tử bộ lạc (Drben keked ayima), Ô Lạp Đặc (Urad), Mậu Minh An (Muuminan), Hòa Thạc Đặc (Khoshut).